# Oczko (teoria obwodów)
Oczko – zbiór połączonych ze sobą gałęzi, które tworzą zamkniętą drogę przepływu prądu elektrycznego. Ich własnością charakterystyczną jest to, że po usunięciu jednej z gałęzi nie tworzą już drogi zamkniętej. Obwód elektryczny jest zbiorem oczek. Pojęcie oczka jest wykorzystywane w metodzie prądów oczkowych służącej do rozwiązywania obwodów elektrycznych.